# قطعنامه ۱۲۷۶ شورای امنیت
قطعنامه ۱۲۷۶ شورای امنیت سازمان ملل متحد که در تاریخ ۲۴ نوامبر ۱۹۹۹ تصویب شد، سندی بین‌المللی دربارهٔ بررسی وضعیت خاورمیانه است. این قطعنامه طی نشست ۴۰۷۱ام با ۱۵ رای موافق، ۰ مخالف و ۰ ممتنع تصویب شد.